# Futebol nos Jogos Pan-Americanos de 2003
A décima-quarta edição do torneio masculino de futebol dos Jogos Pan-americanos foi disputada em Santo Domingo de 2 a 15 de Agosto de 2003. Oito equipes sub-23 competiram, com o México defendendo o título. Os times sulamericanos jogaram com suas seleções sub-20. Pela segunda vez foi disputado também o torneio feminino de futebol.

## Torneio Masculino

### Primeira Fase

#### Grupo A
| Time      | Pts | J | V | E | D | GF | GC | SG |
| --------- | --- | - | - | - | - | -- | -- | -- |
| Argentina | 9   | 3 | 3 | 0 | 0 | 7  | 4  | +3 |
| México    | 4   | 3 | 1 | 1 | 1 | 7  | 6  | +1 |
| Paraguai  | 3   | 3 | 1 | 0 | 2 | 3  | 4  | −1 |
| Guatemala | 1   | 3 | 0 | 1 | 2 | 2  | 5  | −3 |

| 2 de Agosto de 2003 | México             | 1–1 | Guatemala    | Estadio Mirador Este Árbitro: William Mattus (Costa Rica) |
|                     | Martínez 76' (pen) |     | Thompson 46' |                                                           |

| 2 de Agosto de 2003 | Argentina   | 1–0 | Paraguai | Estadio Mirador Este |
|                     | Cangele 65' |     |          |                      |

| 5 de Agosto de 2003 | Argentina              | 2–1 | Guatemala         | Estadio Mirador Este Árbitro: Peter Prendergast (Jamaica) |
|                     | Cangele 49' Alonso 73' |     | Mendoza 90' (pen) |                                                           |

| 5 de Agosto de 2003 | Paraguai         | 1–3 | México                        | Estadio Mirador Este |
|                     | De los Santos 9' |     | Partez 46', 52' Rodriguez 67' |                      |

| 8 de Agosto de 2003 | México                            | 3–4 | Argentina                                         | Estadio Mirador Este Árbitro: Roberto Moreno (Panamá) |
|                     | Medina 42' Perez 78' Martínez 83' |     | Galarza 50' Botinelli 75' Cangele 80' Ferreya 84' |                                                       |

| 8 de Agosto de 2003 | Guatemala | 0–2 | Paraguai                        | Estadio San Cristobal Árbitro: Ricardo Valenzuela (Estados Unidos) |
|                     |           |     | Florentin 39' De los Santos 90' |                                                                    |

#### Grupo B
| Time                 | Pts | J | V | E | D | GF | GC | SG  |
| -------------------- | --- | - | - | - | - | -- | -- | --- |
| Brasil               | 9   | 3 | 3 | 0 | 0 | 11 | 1  | +10 |
| Colômbia             | 6   | 3 | 2 | 0 | 1 | 5  | 5  | 0   |
| Cuba                 | 1   | 3 | 0 | 1 | 2 | 2  | 4  | −1  |
| República Dominicana | 1   | 3 | 0 | 1 | 2 | 2  | 10 | −8  |

| República Dominicana | 1 - 1 | Cuba                 |
| Brasil               | 4 - 0 | Colômbia             |
| Colômbia             | 1 - 0 | Cuba                 |
| Brasil               | 5 - 0 | República Dominicana |
| Brasil               | 2 - 1 | Cuba                 |
| Colômbia             | 4 - 1 | República Dominicana |

### Fase Final
|  | Semifinais                   | Semifinais                   |   |                              | Final                        | Final |  |
|  |                              |                              |   |                              |                              |       |  |
|  | 12 de Agosto - Santo Domingo |                              |   |                              |                              |       |  |
|  | Argentina                    | 2                            |   |                              |                              |       |  |
|  | Colômbia                     | 1                            |   |                              |                              |       |  |
|  |                              |                              |   |                              |                              |       |  |
|  |                              |                              |   |                              | 15 de Agosto - Santo Domingo |       |  |
|  |                              |                              |   |                              | Argentina                    | 1     |  |
|  |                              | Brasil                       | 0 |                              |                              |       |  |
|  |                              |                              |   |                              |                              |       |  |
|  |                              |                              |   |                              |                              |       |  |
|  |                              |                              |   |                              | Terceiro lugar               |       |  |
|  | 12 de Agosto - Santo Domingo | 12 de Agosto - Santo Domingo |   | 15 de Agosto - Santo Domingo | 15 de Agosto - Santo Domingo |       |  |
|  | Brasil                       | 5                            |   | México                       | 0 (5)                        |       |  |
|  | México                       | 0                            |   |                              | Colômbia                     | 0 (4) |  |

#### Semifinais
| 12 de Agosto de 2003 | Argentina                | 2–1 (PRO) | Colômbia    | Estadio Olímpico Juan Pablo Duarte Árbitro: Ricardo Valenzuela (Estados Unidos) |
|                      | Parrone 90'+ Cangele 94' |           | Aguilar 70' |                                                                                 |

| 12 de Agosto de 2003 | Brasil        | 1–0 | México | Estadio Olímpico Juan Pablo Duarte Árbitro: Silviu Petrescu (Canadá) |
|                      | Dagoberto 87' |     |        |                                                                      |

#### Disputa de terceiro lugar
| 15 de Agosto de 2003 | Colômbia | 0–0 (PRO) (4–5 PEN) | México | Estadio Olímpico Juan Pablo Duarte Árbitro: Roberto Moreno (Panamá) |
|                      |          |                     |        |                                                                     |

#### Final
| 15 de Agosto de 2003 | Argentina | 1–0 | Brasil | Estadio Olímpico Juan Pablo Duarte Árbitro: Peter Prendergast (Jamaica) |
|                      | López 45' |     |        |                                                                         |

## Premiação
| Campeão Pan-Americano de 2003 |
| ----------------------------- |
| Argentina (6º título)         |

### Classificação final
| Pos.              | Equipe                   |
| ----------------- | ------------------------ |
| Medalha de ouro   | ARG Argentina            |
| Medalha de prata  | BRA Brasil               |
| Medalha de bronze | MEX México               |
| 4                 | COL Colômbia             |
| 5                 | PAR Paraguai             |
| 6                 | GUA Guatemala            |
| 7                 | CUB Cuba                 |
| 8                 | DOM República Dominicana |

| Event             | Ouro | Prata | Bronze |
| ----------------- | --- | --- | ------ |
| Futebol masculino | Argentina 1. Gustavo Eberto 2. Walter García 3. Raúl Gorostegui 4. Joel Barbosa 5. Hugo Colace 6. Jonathan Bottinelli 7. Marcos Aguirre 8. Alejandro Alonso 9. Maximiliano López 10. Franco Cángele 11. Osmar Ferreyra 12. Nicolás Navarro 13. Marcos Galarza 14. Pablo Barzola 15. Alexis Cabrera 16. Jesús Méndez 17. Franco Sanchirico 18. Ezequiel Lázaro 19. Roberto Cornejo 20. Emanuel Perrone Miguel Tojo (treinador) | Brasil - Goleiros - Fernando Henrique - Jefferson - Zagueiros - Adaílton - Gabriel Santos - Irineu - Laterais - Thiago Souza - Jean Carlos - Leandro - Simão - Meio-campistas - Jardel - Wendel - Dudu Cearense - Diego - Daniel Carvalho - Cleiton Xavier - Atacantes - William - Vágner Love - Dagoberto Valinhos (Treinador) | México |

## Torneio Feminino

### Fase Preliminar

#### Grupo A
| Pos | Time   | Pts | J | V | E | D | GF | GC |
| --- | ------ | --- | - | - | - | - | -- | -- |
| 1   | Brasil | 6   | 2 | 2 | 0 | 0 | 10 | 0  |
| 2   | Canadá | 3   | 2 | 1 | 0 | 1 | 4  | 6  |
| 3   | Haiti  | 0   | 2 | 0 | 0 | 2 | 1  | 9  |

| Haiti  | 0 - 5 | Brasil |
| Canadá | 4 - 1 | Haiti  |
| Brasil | 5 - 0 | Canadá |

#### Grupo B
| Pos | Time       | Pts | J | V | E | D | GF | GC |
| --- | ---------- | --- | - | - | - | - | -- | -- |
| 1   | México     | 6   | 2 | 2 | 0 | 0 | 4  | 1  |
| 2   | Argentina  | 3   | 2 | 1 | 0 | 1 | 5  | 5  |
| 3   | Costa Rica | 0   | 2 | 0 | 0 | 2 | 2  | 5  |

| Costa Rica | 2 - 4 | Argentina  |
| México     | 1 - 0 | Costa Rica |
| Argentina  | 1 - 3 | México     |

### Fase Final

#### Confrontos
|  | Semifinais                     | Semifinais                     |   |                                | Final                          | Final |  |
|  |                                |                                |   |                                |                                |       |  |
|  | 11 de Agosto – Centro Olímpico |                                |   |                                |                                |       |  |
|  | Brasil                         | 2                              |   |                                |                                |       |  |
|  | Argentina                      | 1                              |   |                                |                                |       |  |
|  |                                |                                |   |                                |                                |       |  |
|  |                                |                                |   |                                | 15 de Agosto – Centro Olímpico |       |  |
|  |                                |                                |   |                                | Brasil                         | 2     |  |
|  |                                | Canadá                         | 1 |                                |                                |       |  |
|  |                                |                                |   |                                |                                |       |  |
|  |                                |                                |   |                                |                                |       |  |
|  |                                |                                |   |                                | Terceiro lugar                 |       |  |
|  | 11 de Agosto – Centro Olímpico | 11 de Agosto – Centro Olímpico |   | 14 de Agosto – Centro Olímpico | 14 de Agosto – Centro Olímpico |       |  |
|  | México                         | 2                              |   | Argentina                      | 1                              |       |  |
|  | Canadá                         | 3                              |   |                                | México                         | 4     |  |

#### Semifinais
| Brasil | 2 - 1 | Argentina |
| México | 2 - 3 | Canadá    |

#### Disputa de terceiro lugar
| Argentina | 1 - 4 | México |

#### Final
| Brasil | 2 - 1 | Canadá |

## Premiação
| Campeão Pan-Americano de 2003 |
| ----------------------------- |
| Brasil (1º título)            |

### Classificação final
| Pos.              | Equipe         |
| ----------------- | -------------- |
| Medalha de ouro   | BRA Brasil     |
| Medalha de prata  | CAN Canadá     |
| Medalha de bronze | MEX México     |
| 4                 | ARG Argentina  |
| 5                 | CRC Costa Rica |
| 6                 | HAI Haiti      |